# Charles Marie Chabaud-Arnault
Charles Marie Chabaud-Arnault est un officier de marine et historien de la marine français, né à Paimpol le 4 avril 1839, et mort à Cherbourg le 1er juillet 1893 .

## Biographie
Il entre élève à l'École navale en 1854. Il est aspirant de 2e classe en 1856, lieutenant de vaisseau en 1860.
En 1876, il remet le commandement de l'aviso à roues le Casabianca se trouvant en Guyane et embarque pour revenir en France (lire en ligne).
Il est nommé inspecteur des électro-sémaphores au port de Brest en 1879 et nommé capitaine de frégate l'année suivante.
Il est second sur le cuirassé de 2e rang la Victorieuse, lancé en 1875 à Toulon, qui porte le pavillon amiral, en 1881.
Il est capitaine de frégate de réserve en 1886, il est admis à la retraite le 16 février 1885.
Il a rédigé un grand nombre d'articles pour la Revue maritime et coloniale à partir de 1877 dont certains ont été réimprimés en tiré à part.

## Famille
- Nicolas Chabaud-Arnault (vers 1750-1795), planteur et commerçant à la Guadeloupe,
  - Jean Michel Valentin Chabaud-Arnault[1] (1788-1874), lieutenant de vaisseau, marié à Amélie Gouet (1807- ),
    - Adolphe Chabaud-Arnault[2] (1832-1902), capitaine de frégate, marié en 1867 à Fanny Joséphine Marie Cormier
    - Charles Marie Chabaud-Arnault (1839-1893), capitaine de frégate.

## Distinction
- Chevalier de la Légion d'honneur, en 1868[3].

## Publications

### Revue maritime et coloniale
- Des passages de vive force et de l'attaque des places maritimes par les forces actuelles, février-mars 1877, tome 52 p. 361-384, p. 633-670
- Essai historique sur la stratégie et la tactique des flottes modernes, mai-juin 1879, tome 61  p. 271-295, p. 514-534
- De l'emploi des torpilles comme arme des canots à vapeur contre les bâtiments, juillet 1879, tome 62, p. 5-28
- Tableau général de l'histoire maritime contemporaine, (années 1815-1853), juillet 1880, tome 66, p. 650-683, (années 1854-1862), tome 68, janvier 1881, p. 178-215, (années 1862-1870), tome 68, mars 1881, p. 479-507, (années 1862-1870), tome 69, avril p. 72-105
- La marine pendant la guerre de l'indépendance grecque, juillet 1881, tome 70 p. 109-158
- Étude sur la guerre navale de 1812 entre l'Angleterre et les États-Unis d'Amérique, tome 79, octobre- décembre 1883, p. 438-477, 498-531 (lire en ligne)
- Les torpilles à bord des navires et des embarcations de combat, août 1884, tome 82 p. 269-329
- Les combats de la rivière Min en 1884, tome 84, mars 1885, p. 517-547
- Les batailles navales au milieu du XVIIe siècle, tome 85, juin 1885, p. 497-526, tome 86, août 1885, p. 74-107
- Études historiques sur la marine militaire française, tome 88, février 1886, p. 189-237, tome 89, mai 1886, p. 234, tome 90, août 1886, p. 245-280, septembre 1886, p. 373-410, tome 92, janvier 1887, p. 131-152, février 1887, p. 276-301, tome 94, septembre 1887, p. 543-578, tome 95, octobre 1887, p. 20-44, novembre 1887, p. 313-328, tome 97, avril 1888, p. 29-51, mai 1888, p. 326-341, tome 99, avril 1888, p. 130-147, décembre 1888, p. 535-551, tome 100, janvier 1889, p. 51-83, tome 101, avril 1889, p. 5-47, tome 102, juillet 1889, p. 193-238, tome 103, novembre 1889, p. 260-306
- La guerre navale sous le ministère de L. de Pontchartrain, tome 106, juillet 1890, p. 79-126
- Les dernières opérations et la ruine de la flotte de Louis XIV, tome 106, août 1890, p. 287-314, septembre 1890, p. 400-434
- La guerre navale industrielle sous le ministère de Jérôme de Pontchartrain, tome 108, février 1891, p. 394-416, mars 1891, p. 469-498
- La marine française sous la Régence, sous le ministère de Maurepas et pendant la guerre de Succession d'Autriche, tome 109, juin 1891, p. 447-458, tome 110, juillet 1891, p. 49-85, septembre 1891, p. 365-393, tome 111, octobre 1891, p. 86-131
- La marine française avant et pendant la guerre de Sept-Ans, tome 114, juillet 1892, p. 56-84, septembre 1892, p. 482-501, tome 115, novembre, p. 403-425, décembre, p. 609-622, tome 117, juin 1893, p. 591-628
- L'administration des deux Choiseul et l'ordonnance de 1765 : le ministre de Boynes et l'ordonnance de 1772, tome 118, août 1893, p. 336-375, septembre 1893, p. 555-566
- La marine pendant les guerres de l'indépendance de l'Amérique du Sud, tome 120, mars 1894, p. 558-577, tome 121, avril 1894, p. 102-124
- La guerre du Paraguay, tome 122, juillet 1894, p. 29-45, août 1894, p. 326-343

### Livres
- Histoire des flottes militaires, Berger-Levrault et Cie libraires-éditeurs, Paris, 1889 (lire en ligne)